# Aktienbrauerei Thun

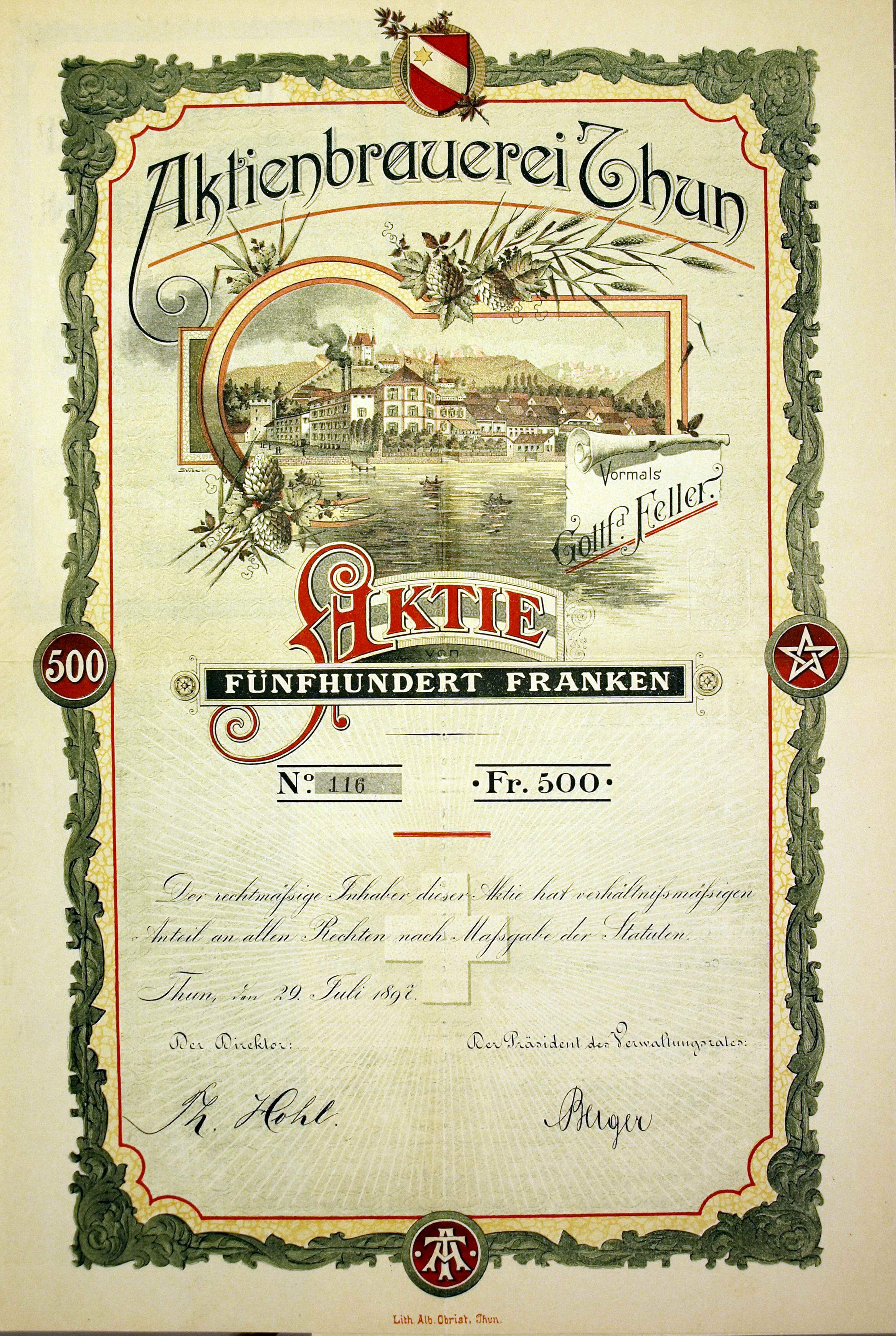
Aktie über 500 Franken der Aktienbrauerei Thun vom 29. Juli 1897

Aktienbrauerei Thun war ab 1897 der Name einer Bierbrauerei in Thun, die 1904 ihren Betrieb einstellte.

## Geschichte
Die erste bekannte Thuner Bierbrauerei war die um 1800 entstandene Biersieder-Compagnie, die sich in der Nähe des Schwäbisturm befand. 1838 übernahm Jakob Feller diese Bierbrauerei und erweiterte sie in den Folgejahren. 1850 kam ein Wohnhaus mit Brauereiwirtschaft und 1859 nach einer weiteren Vergrösserung ein Felsenkeller hinter dem Schlossberg zur Lagerung von Eis und gekühltem Bier hinzu.
Ab 1883 führte sein Sohn Gottfried Feller die Brauerei Feller. 1897 wurde die Brauerei Feller in die Aktienbrauerei Thun vorm. Gottfried Feller umgewandelt. Das Aktienkapital betrug 300'000 Franken und war in 600 Aktien à 500 Franken eingeteilt.
Da Gottfried Feller kinderlos war, verkaufte er kurz vor seinem Tod die Aktienmehrheit an die Stadt Thun und setzte testamentarisch das Berner Kunstmuseum zum Haupterben ein. Er starb am 22. Juni 1900 im Alter von 60 Jahren. Danach ging es mit der Brauerei stetig bergab, 1904 wurde die Basler Gesellschaft Zum Kardinal Eigentümer der Brauerei. Der Brauereibetrieb wurde im gleichen Jahr eingestellt und das Unternehmen 1905 liquidiert. Die Brauereiwirtschaft existierte noch bis 1968.